# James M. Rubenstein
Pour les articles homonymes, voir Rubenstein.
James M. Rubenstein, né en 1949, est un géographe américain, professeur de géographie humaine et urbaine à l'Université Miami (Ohio), spécialiste de l'industrie automobile 

## Biographie
Rubenstein obtient son BA en administration publique de l'université de Chicago en 1970, puis part à Londres où il obtient son MSc en aménagement du territoire de la London School of Economics en 1971. Il retourne aux États-Unis et obtient son doctorat en géographie de l'université Johns-Hopkins en 1975. 

## Publications
- Rubenstein, James M. Making and selling cars: Innovation and change in the US automotive industry. JHU Press, 2001.
- Rubenstein, James M. Changing US Auto Industry. Routledge, 2002.
- Rubenstein, James M., and Jerome Donald Fellmann. The Cultural Landscape: An Introduction to  Human Geography. (2004).
- Klier, Thomas H., and James M. Rubenstein. Who really made your car?: restructuring and geographic change in the auto industry. WE Upjohn Institute, 2008.